# Gustav von Habermann
Gustav Freiherr von Habermann (* 14. Januar 1818 in Würzburg; † 23. September 1878 auf Schloss Unsleben bei Neustadt an der Saale) war Rittergutsbesitzer und Mitglied des Deutschen Reichstags.

## Leben
Habermann besuchte das Gymnasium in München und die landwirtschaftliche Schule in Schleißheim bei München. Er besaß das Rittergut und das Schloss Unsleben bei Neustadt an der Saale in Unterfranken.
Von 1874 bis zu seinem Tode war er Mitglied des Deutschen Reichstags für den Wahlkreis Unterfranken 4 (Neustadt a.d.S.) und das Zentrum.